# Soirs étrangers
Soirs étrangers, op.56, est une suite de Louis Vierne en cinq mouvements pour violoncelle et piano, sa dernière œuvre dans le domaine de la musique de chambre et sa deuxième partition importante consacrée au violoncelle après la Sonate, op.27.
Composée en 1928, la partition est dédiée à cinq violoncellistes dont Paul Bazelaire, qui en assure la création dans le salon de La Revue musicale, le 17 mai 1938, avec Bernard Gavoty au piano.

## Composition
Soirs étrangers témoigne des impressions et souvenirs conservés de la grande tournée de concerts entrepris en Europe (Allemagne, Suisse, Italie, Angleterre) et aux États-Unis à partir de 1923 : « Un siècle après Berlioz, et dans des conditions analogues, Vierne dut franchir les frontières de la patrie pour apprendre sa valeur ». Les concerts remportent un immense succès auprès du public et dans la presse, qui le salue comme « the great blind French organist ».
La partition est composée du mois d'août au mois de septembre 1928 à Lausanne.

## Création
Publié à titre posthume, Soirs étrangers est créé en public par Paul Bazelaire et Bernard Gavoty, le 17 mai 1938, lors d'un concert organisé par La Revue musicale.

## Présentation

### Mouvements et dédicaces
L'œuvre est constituée de cinq pièces d'une grande variété de tons :
1. « Grenade » — Andante moderato en ré majeur, à 
,
2. « Sur le Léman » — Adagio en la majeur, à quatre temps (noté ),
3. « Venise » — Allegretto moderato en sol mineur, à 
,
4. « Steppe Canadien » — Adagio en ut mineur, à quatre temps (noté ),
5. « Poissons chinois » — Vivace en si mineur, à

« Grenade » est dédié à Jean Vaugeois, « Sur le Léman » à Roger Boulmé, « Venise » à Nelly Gauthier, « Steppe Canadien » à Paul Bazelaire et « Poissons chinois » à Gregor Piatigorsky.

### Analyse
Harry Halbreich compte Soirs étrangers op.56 parmi les « pages d'importance secondaire » de l'œuvre de Vierne. Franck Besingrand salue cependant son « art plus intimiste. Il s'attache à dépeindre, évoquer, retrouver l'ambiance de lieux rencontrés lors de voyages. Ainsi, le flamenco se traduit, dans Grenade, par des notes répétées et des gruppettos au violoncelle, auxquels répondent des arpèges au piano. Le langage, par son modernisme, rappelle celui de Ravel, particulièrement par des accords de seconde majeure joués au piano dès le début de la pièce, enrobant d'une atmosphère un peu voilée la phrase sinueuse du violoncelle ».
Bernard Gavoty rappelle que « Soirs étrangers, op.56, enrichit utilement la littérature violoncellistique de ces cinq « visions musicales », d'un exotisme discret, qui, suivant l'esthétique habituelle du compositeur, trahissent bien plus l'intention d'émouvoir que le dessein d'évoquer ».
Maurice Duruflé réalise une « belle orchestration » de Soirs étrangers en 1943.

## Discographie
- Louis Vierne : La musique de chambre, enregistrement intégral — Soirs étrangers, op.56 par Yvan Chiffoleau (violoncelle) et Olivier Gardon (piano) (17-20 septembre 1993, 2 CD Timpani 2C2019) (OCLC 70597511)

### Ouvrages généraux
- Harry Halbreich, « Louis Vierne », dans François-René Tranchefort (dir.), Guide de la musique de chambre, Paris, Fayard, coll. « Les Indispensables de la musique », 1987, 995 p. (ISBN 2-213-02403-0, OCLC 21318922, BNF 35064530), p. 914-916,

### Monographies
- Franck Besingrand, Louis Vierne, Paris, Bleu nuit éditeur, coll. « Horizons » (no 28), 2011, 176 p. (ISBN 978-2-35884-018-7),
- Bernard Gavoty, Louis Vierne : La vie et l'œuvre, Paris, Buchet/Chastel, 1980 (1re éd. 1943), 322 p.